# 马丁·格罗皮乌斯博物馆
马丁·格罗皮乌斯博物馆（德語：Martin-Gropius-Bau）是一个位于德国柏林的美术馆，紧邻柏林墙。

## 历史
该建筑建于1877年，完工于1881年，由德国建筑师马丁·格罗皮乌斯设计建造，他是现代设计学校先驱包豪斯创始人沃尔特·格罗佩斯的叔父。1945年第二次世界大战结束前夕曾被严重破坏，1978年启动战后重建计划，1981年重新开放。

## 展览

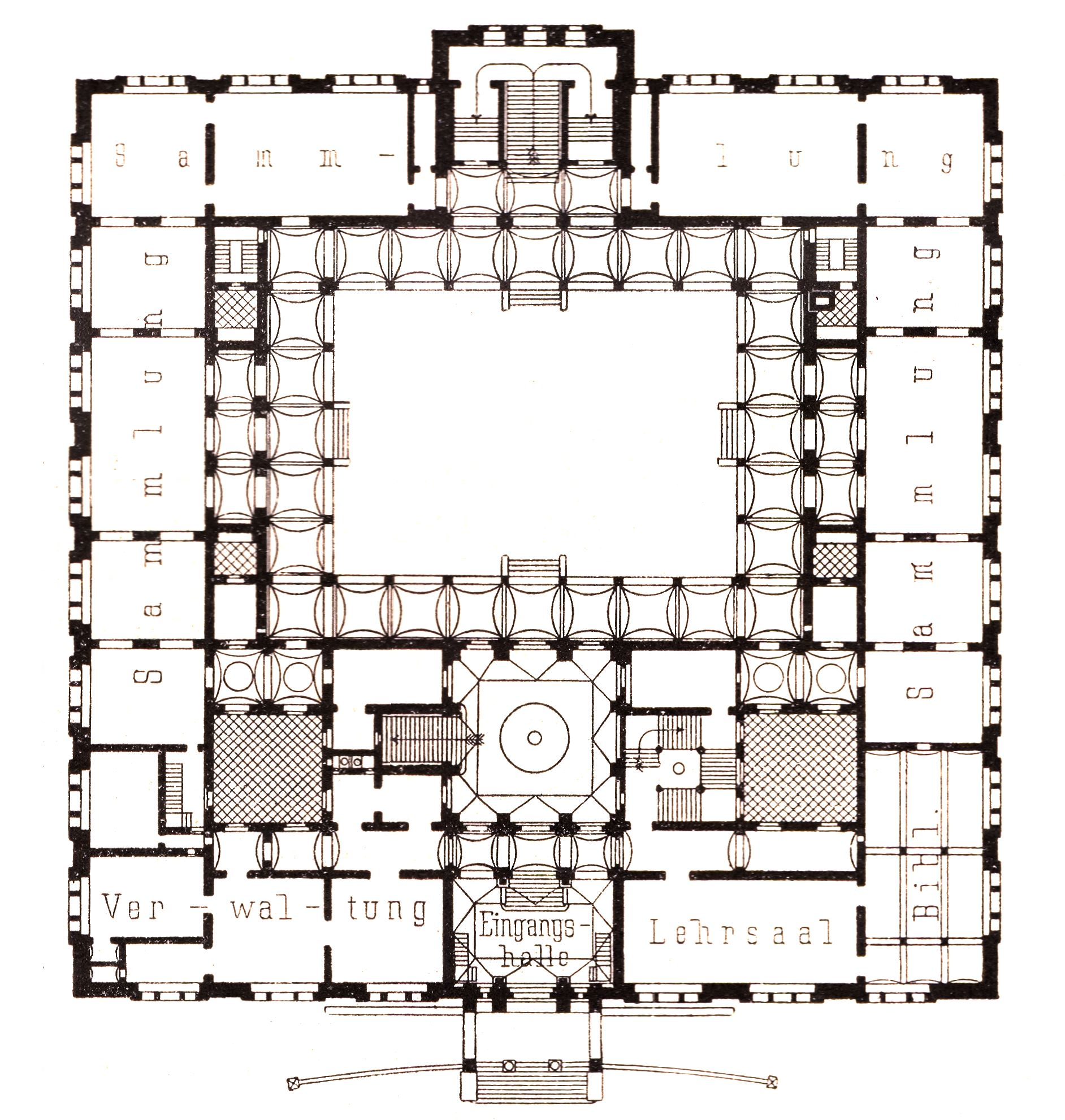
展厅图。

- 2013: Anish Kapoor. Kapoor in Berlin[2]
- 2013/2014: Barbara Klemm. Fotografien 1968–2013
- 2014: 艾未未
- 2014: 大卫·鲍伊
- 2014/2015: 维京人
- 2015/2016: Germaine Krull – Fotografien[3]